# Bruck an der Lafnitz
Bruck an der Lafnitz ist ein Ort in den Gemeinden Sankt Lorenzen am Wechsel und Waldbach-Mönichwald im Bezirk Hartberg-Fürstenfeld in der Oststeiermark.

## Geografie
Durch den Ort verläuft die Schwarze Lafnitz, die auch die Grenze zwischen den Gemeinden Sankt Lorenzen am Wechsel und Waldbach-Mönichwald darstellt. Die beiderseits des Flusses gelegenen Ortsteile sind durch eine Brücke verbunden, die aufgrund ihrer Bedeutung namensgebend für den Ort wurde. Im Südwesten und im Süden verläuft der Oberlauf der Lafnitz am Ort vorbei.

## Geschichte
Das Gebiet um den heutigen Ort Bruck gehörte seit der bajuwarischen Landnahme zur Herrschaft Festenburg und wurde im 13. Jahrhundert durch die Herren von Stubenberg besiedelt. Der Ort selbst wird erstmals im Montforter Urbar von 1409 als in der Awn genannt. Die 1542 urkundlich genannte Bezeichnung pei der Pruck lässt bereits auf eine Brücke beim Ort schließen. Trotzdem scheint der Ort im Rauchgeldverzeichnis von 1572 und in einem Urbar von 1616 weiterhin als in der Aw auf. Eine weitere Erwähnung erfolgte 1770 als in der Brugg. Zumindest im 18. Jahrhundert befanden sich im Ort zwei Mühlen, ein Hufschmied, eine Stampf sowie eine Hammerschmiede.

## Öffentliche Einrichtungen
Im Ort befindet sich die Volksschule Festenburg.